# ハタタテダイ
ハタタテダイ（旗立鯛、学名：Heniochus acuminatus）は、スズキ目チョウチョウウオ科に属する魚類の一種。種小名は「鋭く尖った」を意味する。

## 形態
- 全長25cm。
- 長く伸びた背鰭の棘条が特徴である。ごく稀に、この長く伸びた背びれが2又（2対？）分かれた個体もいる。（これが白い旗を立てているように見えることからその名がついた。）
- 白地の体に2本の太い黒色帯が走る。背鰭の後半部・胸鰭・尾鰭は黄色である。

よく似た種

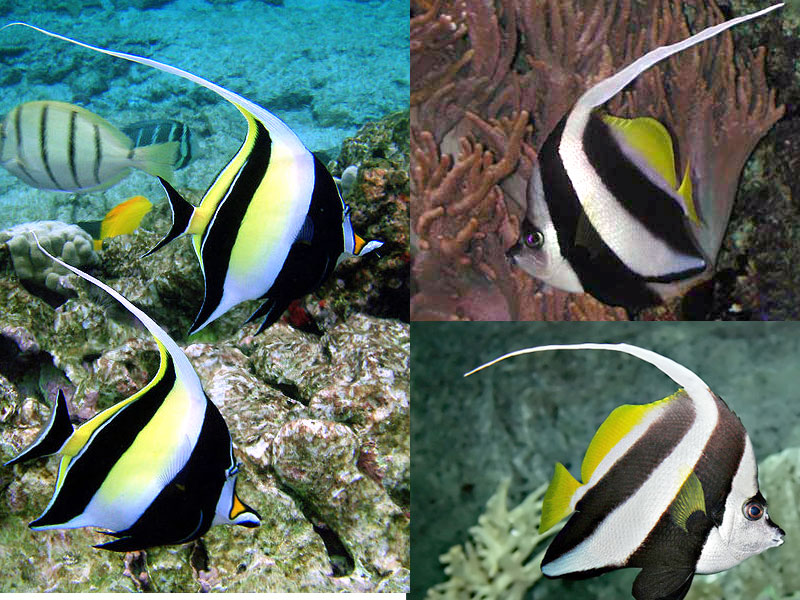
ツノダシ（左上下）、ムレハタタテダイ（右上）、ハタタテダイ（右下）

よく似た種でムレハタタテダイがいる。見分ける方法は、本種はあまり大きな群れをつくらず（ペア又は数匹規模）、ムレハタタテダイは大きな群れとなる。ただし、本種が大きな群れをつくる場合や、ムレハタタテダイが大きな群れをつくらない場合がある。このほか、背鰭の棘の数が12本の場合ムレハタタテダイで、1本少ない11本の場合が本種である。
ツノダシはハタタテダイと姿がよく似ているが、チョウチョウウオよりニザダイに近い仲間である。また、模様の入り方も異なる。

## 生態

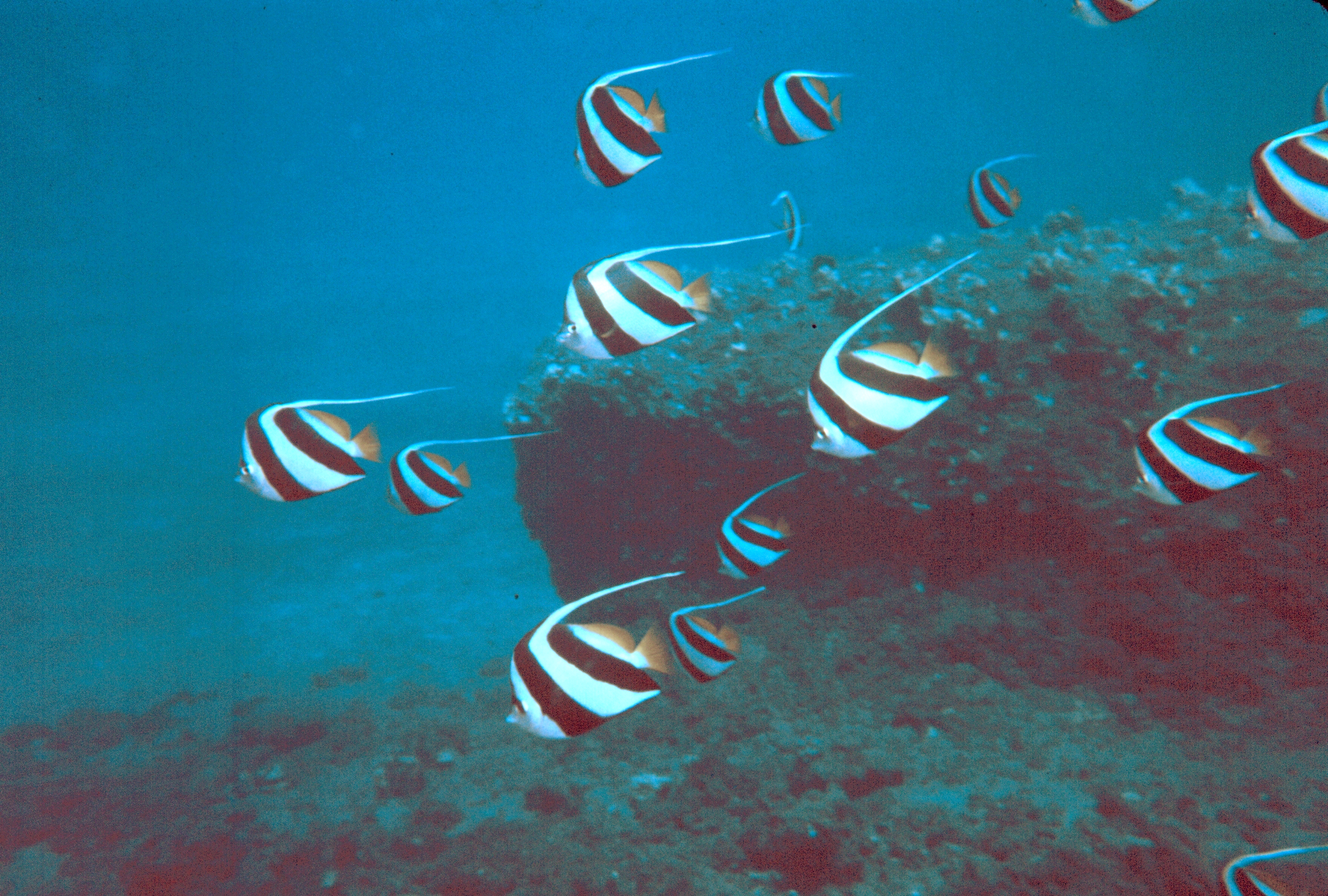
ハタタテダイの群れ

雑食で、プランクトン、藻類などを食べる。幼魚は他の魚に付いている寄生虫も食べる。
水深10〜75mのサンゴ礁などの海底付近に生息し、沖縄では普通に見られる。本州では漁港の堤防の側面をつついたりしながら泳ぎ回る。

## 分布
太平洋およびインド洋の熱帯のサンゴ礁などに生息する。寒さに強く、本州でも成魚が見られる。北限は青森県下北半島。

## 人とのかかわり
観賞魚としても人気があり、様々なサイズが販売される。水槽内では長く伸びた背鰭が水質により溶ける場合があるが、ヒレ部が溶けても糸状に残った背びれの軟骨があれば落ち着き次第回復することもある。
極小の釣り針にオキアミなどをつけると釣ることが出来る。